# Skënder Gjinushi
Skënder Gjinushi (né le 24 décembre 1949 à Vlorë) est un homme politique albanais. Il est diplômé de mathématiques à l'université de Tirana en 1972. Il est l'actuel chef du Parti social-démocrate en Albanie. Il est membre de l'Assemblée nationale depuis 1992 et occupe depuis plusieurs fonctions importantes tel ministre de l'Éducation et président du Parlement du 24 juillet 1997 au 4 septembre 2001.